# Anton Dolin

Sir Anton Dolin (1976)

Anton Dolin, właśc. Sidney Francis Patrick (ur. 27 lipca 1904 w Slinfold, zm. 25 listopada 1983 w Paryżu) – angielski tancerz.
Był szkolony przez wybitne rosyjskie nauczycielki Sierafimę Astafiewą i Bronisławę Niżyńską, w 1921 rozpoczął swoją karierę baletową dołączając do grupy Siergieja Diagilewa. W 1924 jako solista grupy Diagilewa wykreował główną rolę w Train Bleu Niżyńskiej, a w 1929 ważną rolę w dziele Prodigal Son George’a Balanchine'a. W 1931 u Ninette de Valois zagrał rolę Szatana, a w 1941 tytułową rolę w Sinobrodym u Michaiła Fokina. W latach 1935–1938 był kierownikiem zespołu baletowego Markova-Dolin Ballet, a 1949–1961 London Festival Ballet.